# Liste des sénateurs de la Communauté
Cet article présente les listes des membres des groupes du Sénat de la Communauté remises à la présidence le 31 mai 1960.

## Groupe de la Démocratie socialiste de la Communauté (33)
1. Gaston Defferre, président du groupe
2. Paul Béchard
3. André Bessière
4. Marcel Brégégère
5. Marcel Champeix
6. André Chandernagor
7. Antoine Courrière
8. Georges Guille
9. Georges Lamousse
10. Tony Larue
11. Eugène Lechat
12. Francis Leenhardt
13. Max Lejeune
14. André Lemaire
15. Robert Marson
16. Pierre Métayer
17. Guy Mollet
18. Marius Moutet
19. Charles Naveau
20. Jean Nayrou
21. Jean Péridier
22. Maurice Pic
23. Arsène Rakotovahiny
24. Barthélémy Raminoson
25. Julien Ramizason
26. Ratsimamao Rafiringa
27. François-Xavier Ratsizafy
28. René Regaudie
29. Paul Rekoro
30. Charles Suran
31. Ludovic Tron
32. Louis Tsiazonangoly
33. Fernand Verdeille

- Hamza Al-Sid-Boubakeur (apparenté)

## Groupe de l'Alliance pour l'unité de la Communauté et Gauche démocratique (72)
1. Philippe Yacé, président du groupe
2. Jacques Abelé
3. Youssef Achour
4. Justin Ahomadegbe-Tometin
5. Michel Ahouanmènou
6. Kosso Ali
7. Camille Alialli
8. Issaka Amadou
9. Mamadou Arimi
10. Louis Attie Nader
11. Marcel Audy
12. Salah Benacer
13. Auguste Billiemaz
14. Drissa Bernard Boni
15. Jacques Bordeneuve
16. Boubou Hama
17. Issa Boulama
18. Georges Bresson
19. Roland Bru
20. Chabi Mama
21. Joseph Conombo
22. Édouard Corniglion-Molinier
23. Mamadou Coulibaly
24. Francis Covi
25. Étienne Dailly
26. Dandobi Mahamane
27. Vincent Delpuech
28. Michel Diallo
29. Loubo Djessou
30. Sounkalo Djibo
31. Michel Djidangar
32. René Djondang
33. Marc Dounia
34. Mohamed El Goni
35. Edgar Faure
36. Félix Gaillard
37. Paul Gondjout
38. Lucien Grand
39. Henri Guissou
40. Brahim Hassane
41. Jacques Hublot
42. Marcel Ibalico
43. Doutoum Ibrahim
44. Georges Juskiewenski
45. Noma Kaka
46. Christophe Kalenzaga
47. Michel Kibanghou
48. Koné Amadou
49. Henri Longchambon
50. Gabriel Lozès
51. Maïga Amadou Katkoré
52. André Maroselli
53. Jacques Masteau
54. Stanislas Migolet
55. François Mitterrand
56. Jean-Baptiste Mockey
57. Gaston Monnerville
58. Georges Monnet
59. Mustapha Menad
60. Bougouraoua Ouedraogo
61. Joseph Ouédraogo
62. Célestine Ouezzin Coulibaly
63. Gaston Pams
64. Henri Paumelle
65. Salifou Boni Pedro
66. Marcel Pellenc
67. Victor Sablé
68. Raphaël Saller
69. Douani Séré
70. Guy Taransaud
71. Michel Tougouma
72. Pierre Vidal

- André Bettencourt (apparenté)
- Pierre Marcilhacy (apparenté)
- Fernand Malé (rattaché administrativement)
- Léopold Morel (rattaché administrativement)

## Groupe de l'union pour la Communauté (52)
1. Pierre Carous, président
2. Ahmed Abdallah Abderamane
3. Jacques Baumel
4. Maurice Bayrou
5. Sliman Belhabich
6. Ahmed Bentchicou
7. Amédée Bouquerel
8. Pierre Bourgoin
9. Jean-Éric Bousch
10. Maurice Carrier
11. Jacques Chaban-Delmas
12. Raymond Dronne
13. Jean Ducaud
14. Roger Dusseaulx
15. Yves Estève
16. Gaston Fourrier
17. Jean Ganeval
18. Hassan Gouled Aptidon
19. Lucien de Gracia
20. Georges Guéril
21. Paul Guillon
22. Michel Habib-Deloncle
23. Marc Jacquet
24. André Jarrot
25. Louis Labrousse
26. Hervé Laudrin
27. René-Georges Laurin
28. Joël Le Theule
29. Albert Liogier
30. Ali Mallem
31. Pascal Marchetti
32. Ali Merred
33. Geoffroy de Montalembert
34. Eugène Motte
35. Abbès Moulessehoul
36. Michel Peytel
37. René Plazanet
38. René Rakotobé
39. Jacques Raphaël-Leygues
40. Jacob Rasitefanoelina
41. Gabriel Razafitrimo
42. Jacques Richard
43. Arthur Richards
44. Raoul Rousseau
45. Pierre Ruais
46. Pierre de Sainte-Marie
47. Marcel Sammarcelli
48. Georges Santoni
49. Albert Sylla
50. René Tomasini
51. André Valabrègue
52. Félix Viallet

## Groupe démocratique pour la Communauté (22)
1. Claude Mont, président
2. Antoine Béthouart
3. André Burlot
4. Adolphe Chauvin
5. Henri Claireaux
6. André Colin
7. Paul Coste-Floret
8. Yvon Coudé du Foresto
9. André Davoust
10. Jean Deguise
11. Roger Devemy
12. André Diligent
13. Henri Dorey
14. André Fosset
15. Pierre Gabelle
16. Jean Lecanuet
17. Jean-Marie Louvel
18. André Monteil
19. Léon Motais de Narbonne
20. Maurice Schumann
21. Maurice-René Simonnet
22. Georges Thomas

## Groupe Unité et progrès (28)
1. Mahamane Alassane Haïdara, président
2. Ba Amadou Diadié
3. Baréma Bocoum
4. Léon Boissier-Palun
5. Jean Brière de L'Isle
6. Cheikh Sidya Souleymane Ould
7. Giudicello Cortinchi
8. Hammady Diallo
9. Ibrahima Diallo
10. Idrissa Diarra
11. Ousmane Socé Diop
12. Amadou Doucouré
13. André Guillabert
14. Abel Goumba
15. Cheikh Saad Bouh Kané
16. Issa Kane
17. Amadou Lamine-Guèye
18. Georges Larché
19. Paul Maradas Nado
20. René Naud
21. Étienne N'Gounio
22. Léopold Sédar Senghor
23. Mamadou Sidibé
24. N'Diaye Sidi el Moktar
25. Aldiouma Togo
26. Alassane Touré
27. Seydou Traoré
28. Jacques Vial

## Sans groupe (71)
1. Pascal Arrighi
2. Ouali Azem
3. Pierre Battesti
4. Pierre Baudis
5. Joseph Beaujannot
6. Charles Béraudier
7. Jean-Baptiste Biaggi
8. Raymond Boisdé
9. Kheira Bouabsa
10. Robert Bouvard
11. Jean Brajeux
12. Martial Brousse
13. Henri Caillemer
14. Maurice Charpentier
15. Pierre de Chevigny
16. Michel Colinet
17. Charles Colonna d'Anfriani
18. Pierre Courant
19. Louis Courroy
20. Michel Crucis
21. Jean-Paul David
22. Gilbert Devèze
23. René Dubois
24. Roger Duchet
25. Claude Dumont
26. Gaston Feuillard
27. Jean Fraissinet
28. François Valentin
29. Pierre Garet
30. Pierre Hénault
31. Roger Houdet
32. Ahcène Ioualalen
33. Alfred Isautier
34. Eugène Jamain
35. François Japiot
36. Armand Josse
37. Djillali Kaddari
38. Alain de Lacoste-Lareymondie
39. Henri Lafleur
40. Marc Lauriol
41. Guy de La Vasselais
42. Modeste Legouez
43. Marcel Lemaire
44. Jean-Marie Le Pen
45. François Levacher
46. Roger Marcellin
47. Pierre Mariotte
48. Louis Martin
49. Jacques de Maupeou
50. Jacques Ménard
51. René Moatti
52. Maurice Molinet
53. Rémy Montagne
54. Pierre de Montesquiou
55. François de Nicolaÿ
56. Henri Parisot
57. Marc Pauzet
58. André Pigeot
59. Roger Pinoteau
60. André Plait
61. Georges Portmann
62. Jean Poudevigne
63. Henri Prêtre
64. Dominique Renucci
65. Marcel Roclore
66. Brahim Sahnouni
67. François Schleiter
68. Roger Souchal
69. Jean-Robert Thomazo
70. Jean-Louis Tinaud
71. Henri Trémolet de Villers, délégué